# 炸棗
炸棗（白話字：Chìⁿ-chó，臺羅：Tsìnn-tsó）是在台灣澎湖的一種油炸民間小吃，以糯米團包內餡後油炸而成，外層有一些芝麻，每種色系的芝麻則代表著不同的內餡，黑芝麻裡包的是紅豆，而白芝麻包的則是花生泥。
對於澎湖人而言，炸棗是吉祥及喜氣和祝福的象徵。澎湖當地有個習俗，只要有人娶媳婦或是廟會及新居落成等特定日子時，就會訂做大量的炸棗分送給親朋好友。